# Феррекс
Феррекс (валл. Ferrex), відповідно до твору Джефрі Монмутського, двадцятий міфічний король Британії, син короля Горбодука та Юдони. Коли батько став старий і немчіний його сини Феррекс і Поррекс почали спір за спадок, який переріс у громадянську війну. Феррекс утік до Галії до короля Сухара. Отримавши від нього допомогу Феррекс повернувся до Британії та дав бій військам брата, під час якого був убитий.